# Flavia Domitilla (heilige)

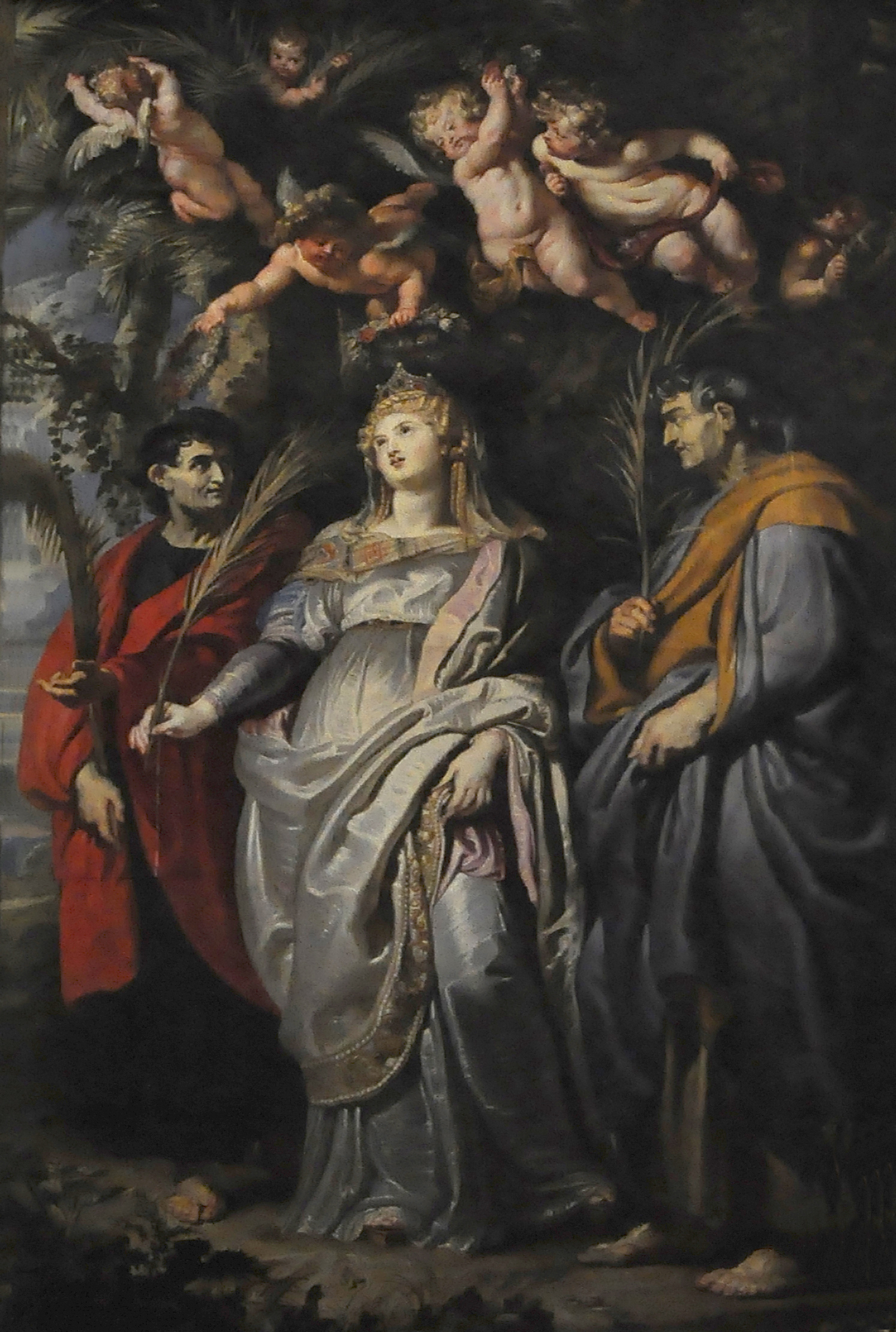
Nereus en Achilleus naast Flavia Domitilla van Terracina op een schilderij van Peter Paul Rubens in de Chiesa Nuova (Rome).

Flavia Domitilla (eind 1e/begin 2e eeuw op het eiland Ventotene?) was een lid van de Flavische dynastie, christelijke martelares en heilige.

## Leven
Flavia Domitilla was de dochter van Domitilla de Jongere en vrouw van consul Titus Flavius Clemens, haar neef, die op aansporing van keizer Domitianus, zijn oom, in 95 werd omgebracht, waarschijnlijk echter niet omdat hij een christen zou zijn geweest.
Cassius Dio, die de gebeurtenissen een eeuw later beschreef, is de eerste die verklaarde dat Flavius Clemens en Flavia Domitilla goddeloosheid werd aangeklaagd, wat men vanuit Romeins oogpunt dikwijls christenen verweet (maar ook de joden). Suetonius daarentegen, wiens keizersbiografieën in de jaren 120 werden geschreven, vermeldt dat Flavius Clemens "op grond van een heel oppervlakkige verdenking" werd omgebracht, wat erop lijkt te wijzen, dat Domitianus hier een voorwendsel heeft gebruikt, om zich van een troonrivaal te ontdoen. De weduwe van de consul, Flavia Domitilla, was, aldus Cassius Dio, naar het eiland Pandateria (het huidige Ventotene) in de Tyrreense Zee verbannen geworden.
Eusebius van Caesarea berichtte dat een nicht van Flavius Clemens genaamd Flavia Domitilla wegens haar christelijk geloof naar het eiland Pontia (huidige Ponza) werd verbannen; wat betreft het eiland gaat het waarschijnlijk om een verwisseling met Pandataria – beide eilanden behoren tot de Pontijnse Eilanden. Uit de beschrijving van Eusebius kunnen we opmaken dat er twee gelijknamige verwanten van de consul waren, die beide naar de Pontijnse Eilanden werden verbannen. In feite ligt echter waarschijnlijk een redactionele fout van Eusebius ten gronde van dit probleem, zodat het in werkelijkheid om slechts één vrouw gaat, de echtgenote van de consul.
De heilige Hiëronymus berichtte dat deze Flavia Domitilla (hij maakt geen enkele melding van haar verwantschap met de consul) op Pandataria een lang martelaarschap had moeten ondergaan. Aan deze Domitilla werd ook de zogenaamde catacombe van Domitilla ten zuiden van Rome toegeschreven. Het is mogelijk dat Flavia Domitilla keizer Domitianus heeft overleefd en daardoor na 98 naar Rome kon terugkeren. Flavia Domitilla had zeven kinderen, van wie twee zonen reeds in hun kindertijd waren gestorven.
De legende volgens welke Flavia Domitilla onder keizer Trajanus voor de rechter Minutius Rufus werd ontboden, gefolterd en ten slotte zou zijn onthoofd, is niet verder bewezen en van latere datum.

## Verering
De verering als heilige is gebaseerd op de interpretatie, dat het voorwerp van de goddeloosheid, waarvan Domitianus haar en haar echtgenoot beschuldigde, hetzelfde betekent als dat ze christenen zouden zijn geweest. De gedenkdag van Flavia Domitilla is 7 mei. Het gebeente van Flavia Domitilla zou door kardinaal Baronius zijn teruggevonden; relikwieën van de heilige Domitilia werden in de kerk Santi Nereo e Achilleo naast de relikwieën van de heilige Nereus en Achilleus bewaard, die kamerheren van Flavia Domitilla zouden zijn geweest, maar in feite waarschijnlijk pas tijdens de Diocletiaanse christenvervolging zijn gestorven. Ook kerken in Limoges en Ellwangen bewaren relikwieën, die aan Flavia Domitilla worden toegeschreven.